# Prosenoides cytorus
Prosenoides cytorus là một loài ruồi trong họ Tachinidae.